# オン・ファイア (スピリチュアル・ベガーズのアルバム)
『オン・ファイア』（On Fire）は、スウェーデンのハードロック/ストーナーロック・バンド、スピリチュアル・ベガーズが2002年に発表した5作目のスタジオ・アルバム。

## 背景
ボーカルとベースを兼任してきたスパイスの脱退に伴い、グランド・メイガスのメンバーとしても知られるJB（ボーカル）と、ザ・クイールで活動してきたロジャー・ニルソン（ベース）が新メンバーとして迎えられた。なお、両名の脱退後に制作されたアルバム『リターン・トゥ・ゼロ』（2010年）に収録された「スター・ボーン」は、元々は本作のために作られた曲である。日本盤ボーナス・トラックの「ブラッド・オブ・ザ・サン」は、レスリー・ウェストがアルバム『マウンテン』（1969年）で発表した曲のカヴァーである。

## 評価
Eduardo Rivadaviaはオールミュージックにおいて5点満点中4点を付け「それまでのキャリアにおける最高のレコードの直後に、大幅なメンバー・チェンジを経験することは、大抵のバンドにとって良からぬ未来への前兆だが、スウェーデンのスピリチュアル・ベガーズにとっては大きな問題でなく、彼らは2002年の『オン・ファイア』において、過渡期にありがちな困難を巧みに回避してみせた」と評している。また、『CDジャーナル』のミニ・レビューでは、JBのボーカルに関して「ソウルフルな歌い回し」、アルバム全体に関して「太いうねりは健在だが、洗練感覚が評価を分けそう」と評されている。

## 収録曲
特記なき楽曲は作詞・作曲ともマイケル・アモットによる。7.はインストゥルメンタル。
1. ストリート・ファイティング・セイヴィアーズ - Street Fighting Saviours – 4:22
  - 作詞：ペル・ヴィバリ／作曲：マイケル・アモット、ペル・ヴィバリ
2. ヤング・マン、オールド・ソウル - Young Man, Old Soul – 3:17
3. キリング・タイム - Killing Time – 3:37
  - 作詞：マイケル・アモット／作曲：マイケル・アモット、ラドウィグ・ヴィット
4. フールズ・ゴールド - Fools Gold – 4:01
5. ブラック・フェザーズ - Black Feathers – 6:29
6. ビニース・ザ・スキン - Beneath the Skin – 3:51
7. フィジー・マーメイド - Fejee Mermaid – 1:58
  - 作曲：マイケル・アモット
8. ダンス・オブ・ザ・ドラゴン・キング - Dance of the Dragon King – 3:04
9. トール・テイルズ - Tall Tales – 4:28
10. ザ・ルナティック・フリンジ - The Lunatic Fringe – 5:18
11. ルック・バック - Look Back – 5:29
  - 作詞：ヤンネ・"JB"・クリストファーソン／作曲：マイケル・アモット

### 日本盤ボーナス・トラック
1. バーデン・オブ・ドリームズ - Burden of Dreams - 4:49
2. ブラッド・オブ・ザ・サン - Blood of The Sun – 3:23
  - 作詞・作曲：レスリー・ウェスト、フェリックス・パパラルディ、ゲイル・コリンズ

## 参加ミュージシャン
- ヤンネ・"JB"・クリストファーソン - ボーカル
- マイケル・アモット - ギター
- ペル・ヴィバリ - キーボード
- ロジャー・ニルソン - ベース
- ラドウィグ・ヴィット - ドラムス